# Freestyleskiën op de Olympische Winterspelen 2014 - Skicross mannen
De skicross voor mannen tijdens de Olympische Winterspelen 2014 vond plaats op 20 februari 2014 in het Rosa Choetor Extreme Park in Krasnaja Poljana. Regerend olympisch kampioen was de Zwitser Michael Schmid.

## Tijdschema
| Datum       | Lokale tijd | MET   | Ronde        |
| ----------- | ----------- | ----- | ------------ |
| 20 februari | 11:45       | 08:45 | Kwalificatie |
| 20 februari | 13:30       | 10:30 | Finale       |

## Uitslag

### Plaatsingsronde
| #  | Bib | Naam                  | Land             | Tijd    | Verschil | Opm. |
| -- | --- | --------------------- | ---------------- | ------- | -------- | ---- |
| 1  | 4   | Victor Öhling Norberg | Zweden           | 1:15.59 | 0.00     | Q    |
| 2  | 2   | Christopher Del Bosco | Canada           | 1:15.91 | +0.32    | Q    |
| 3  | 8   | Brady Leman           | Canada           | 1:16.43 | +0.84    | Q    |
| 4  | 15  | Jean-Frédéric Chapuis | Frankrijk        | 1:16.77 | +1.18    | Q    |
| 5  | 18  | Anton Grimus          | Australië        | 1:16.82 | +1.23    | Q    |
| 6  | 9   | David Duncan          | Canada           | 1:17.31 | +1.72    | Q    |
| 7  | 13  | Filip Flisar          | Slovenië         | 1:17.35 | +1.76    | Q    |
| 8  | 16  | Armin Niederer        | Zwitserland      | 1:17.39 | +1.80    | Q    |
| 9  | 3   | Tomas Kraus           | Tsjechië         | 1:17.41 | +1.82    | Q    |
| 9  | 12  | Jouni Pellinen        | Finland          | 1:17.41 | +1.82    | Q    |
| 11 | 17  | Arnaud Bovolenta      | Frankrijk        | 1:17.48 | +1.89    | Q    |
| 12 | 5   | Andreas Matt          | Oostenrijk       | 1:17.55 | +1.96    | Q    |
| 13 | 7   | Daniel Bohnacker      | Duitsland        | 1:17.59 | +2.00    | Q    |
| 14 | 22  | Christoph Wahrstötter | Oostenrijk       | 1:17.72 | +2.13    | Q    |
| 14 | 14  | Thomas Zangerl        | Oostenrijk       | 1:17.72 | +2.13    | Q    |
| 16 | 32  | Sergej Mozjajev       | Rusland          | 1:17.83 | +2.24    | Q    |
| 17 | 24  | Jegor Korotkov        | Rusland          | 1:17.87 | +2.28    | Q    |
| 18 | 25  | Didrik Bastian Juell  | Noorwegen        | 1:18.03 | +2.44    | Q    |
| 19 | 19  | Thomas Fischer        | Duitsland        | 1:18.06 | +2.47    | Q    |
| 20 | 6   | John Teller           | Verenigde Staten | 1:18.14 | +2.55    | Q    |
| 21 | 10  | Jonas Devouassoux     | Frankrijk        | 1:18.32 | +2.73    | Q    |
| 22 | 28  | Michael Forslund      | Zweden           | 1:18.33 | +2.74    | Q    |
| 23 | 20  | Christian Mithassel   | Noorwegen        | 1:18.40 | +2.81    | Q    |
| 24 | 31  | Scott Kneller         | Australië        | 1:18.58 | +2.99    | Q    |
| 25 | 23  | Thomas Borge Lie      | Noorwegen        | 1:18.69 | +3.10    | Q    |
| 26 | 29  | Florian Eigler        | Duitsland        | 1:18.91 | +3.32    | Q    |
| 27 | 27  | John Eklund           | Zweden           | 1:18.97 | +3.38    | Q    |
| 28 | 26  | Patrick Koller        | Oostenrijk       | 1:19.12 | +3.53    | Q    |
| 29 | 11  | Jonathan Midol        | Frankrijk        | 1:19.57 | +3.98    | Q    |
| 30 | 1   | Alex Fiva             | Zwitserland      | DNF     | –        | Q    |
| 31 | 21  | Andreas Schauer       | Duitsland        | DNF     | –        | Q    |
| 32 | 30  | Michael Schmid        | Zwitserland      | DNS     | –        | Q    |

Q – Gekwalificeerd for 1/8 finales; DNF – Niet gefinisht; DNS – Niet gestart

### Achtste finales
Heat 1
| # | Bib | Naam                  | Land | Opm. |
| - | --- | --------------------- | ---- | ---- |
| 1 | 1   | Victor Öhling Norberg | SWE  | Q    |
| 2 | 17  | Jegor Korotkov        | RUS  | Q    |
| 3 | 16  | Sergej Mozjajev       | RUS  |      |
| 4 | 32  | Michael Schmid        | SUI  | DNS  |

Heat 2
| # | Bib | Naam             | Land | Opm. |
| - | --- | ---------------- | ---- | ---- |
| 1 | 9   | Jouni Pellinen   | FIN  | Q    |
| 2 | 8   | Armin Niederer   | SUI  | Q    |
| 3 | 24  | Scott Kneller    | AUS  |      |
| 4 | 25  | Thomas Borge Lie | NOR  | DNF  |

Heat 3
| # | Bib | Naam              | Land | Opm. |
| - | --- | ----------------- | ---- | ---- |
| 1 | 12  | Andreas Matt      | AUT  | Q    |
| 2 | 21  | Jonas Devouassoux | FRA  | Q    |
| 3 | 28  | Patrick Koller    | AUT  |      |
| 4 | 5   | Anton Grimus      | AUS  |      |

Heat 4
| # | Bib | Naam                  | Land | Opm. |
| - | --- | --------------------- | ---- | ---- |
| 1 | 4   | Jean-Frédéric Chapuis | FRA  | Q    |
| 2 | 29  | Jonathan Midol        | FRA  | Q    |
| 3 | 13  | Daniel Bohnacker      | GER  |      |
| 4 | 20  | John Teller           | USA  | DNF  |

Heat 5
| # | Bib | Naam                  | Land | Opm. |
| - | --- | --------------------- | ---- | ---- |
| 1 | 3   | Brady Leman           | CAN  | Q    |
| 2 | 19  | Thomas Fischer        | GER  | Q    |
| 3 | 14  | Christoph Wahrstötter | AUT  |      |
| 4 | 30  | Alex Fiva             | USA  |      |

Heat 6
| # | Bib | Naam             | Land | Opm. |
| - | --- | ---------------- | ---- | ---- |
| 1 | 27  | John Eklund      | SWE  | Q    |
| 2 | 11  | Arnaud Bovolenta | FRA  | Q    |
| 3 | 22  | Michael Forslund | SWE  |      |
| 4 | 6   | David Duncan     | CAN  |      |

Heat 7
| # | Bib | Naam                | Land | Opm. |
| - | --- | ------------------- | ---- | ---- |
| 1 | 7   | Filip Flisar        | SLO  | Q    |
| 2 | 26  | Florian Eigler      | GER  | Q    |
| 3 | 10  | Tomáš Kraus         | CZE  |      |
| 4 | 23  | Christian Mithassel | NOR  |      |

Heat 8
| # | Bib | Naam                  | Land | Opm. |
| - | --- | --------------------- | ---- | ---- |
| 1 | 18  | Didrik Bastian Juell  | NOR  | Q    |
| 2 | 31  | Andreas Schauer       | GER  | Q    |
| 3 | 2   | Christopher Del Bosco | CAN  |      |
| 4 | 15  | Thomas Zangerl        | AUT  |      |

### Kwartfinales
Heat 1
| # | Bib | Naam                  | Land | Opm. |
| - | --- | --------------------- | ---- | ---- |
| 1 | 8   | Armin Niederer        | SUI  | Q    |
| 2 | 17  | Jegor Korotkov        | RUS  | Q    |
| 3 | 1   | Victor Öhling Norberg | SWE  |      |
| 4 | 9   | Jouni Pellinen        | FIN  |      |

Heat 2
| # | Bib | Naam                  | Land | Opm. |
| - | --- | --------------------- | ---- | ---- |
| 1 | 4   | Jean-Frédéric Chapuis | FRA  | Q    |
| 2 | 29  | Jonathan Midol        | FRA  | Q    |
| 3 | 21  | Jonas Devouassoux     | FRA  |      |
| 4 | 12  | Andreas Matt          | AUT  |      |

Heat 3
| # | Bib | Naam             | Land | Opm. |
| - | --- | ---------------- | ---- | ---- |
| 1 | 3   | Brady Leman      | CAN  | Q    |
| 2 | 11  | Arnaud Bovolenta | FRA  | Q    |
| 3 | 19  | Thomas Fischer   | GER  |      |
| 4 | 27  | John Eklund      | SWE  |      |

Heat 4
| # | Bib | Naam                 | Land | Opm. |
| - | --- | -------------------- | ---- | ---- |
| 1 | 7   | Filip Flisar         | SLO  | Q    |
| 2 | 26  | Florian Eigler       | GER  | Q    |
| 3 | 31  | Andreas Schauer      | GER  |      |
| 4 | 18  | Didrik Bastian Juell | NOR  |      |

### Halve finales
Heat 1
| # | Bib | Naam                  | Land | Opm. |
| - | --- | --------------------- | ---- | ---- |
| 1 | 4   | Jean-Frédéric Chapuis | FRA  | Q    |
| 2 | 29  | Jonathan Midol        | FRA  | Q    |
| 3 | 17  | Jegor Korotkov        | RUS  |      |
| 4 | 8   | Armin Niederer        | SUI  |      |

Heat 2
| # | Bib | Naam             | Land | Opm. |
| - | --- | ---------------- | ---- | ---- |
| 1 | 3   | Brady Leman      | CAN  | Q    |
| 2 | 11  | Arnaud Bovolenta | FRA  | Q    |
| 3 | 26  | Florian Eigler   | GER  |      |
| 4 | 7   | Filip Flisar     | SLO  |      |

### Finale
Grote finale
| #      | Bib | Naam                  | Land | Opm. |
| ------ | --- | --------------------- | ---- | ---- |
| Goud   | 4   | Jean-Frédéric Chapuis | FRA  |      |
| Zilver | 11  | Arnaud Bovolenta      | FRA  |      |
| Brons  | 29  | Jonathan Midol        | FRA  |      |
| 4      | 3   | Brady Leman           | CAN  |      |

Kleine finale
| # | Bib | Naam           | Land | Opm. |
| - | --- | -------------- | ---- | ---- |
| 5 | 17  | Jegor Korotkov | RUS  |      |
| 6 | 7   | Filip Flisar   | SLO  |      |
| 7 | 8   | Armin Niederer | SUI  |      |
| 8 | 26  | Florian Eigler | GER  | DNF  |